# Zulässigkeit von und Haftung für Hyperlinks
Die Zulässigkeit von und Haftung für Hyperlinks ist ein Bereich des Internetrechts. Er tangiert unter anderem Bereiche des Wirtschaft-, Zivil-, Straf- und Urheberrechts. Hyperlinks sind die konzeptuellen Grundbestandteile jedes Hypertextes und damit auch des gesamten World Wide Web. Der rechtliche Diskurs um die Haftung für Hyperlinks bezieht sich auf die Art und den Umfang der Zulässigkeit des Anbringens von Hyperlinks und auf die Zulässigkeit des Anbringens von Hyperlinks an sich.

## Definitionen
In der mittlerweile recht differenziert geführten juristischen Fachdiskussion wird zwischen verschiedenen prinzipiellen Formen der Verlinkung unterschieden:
- Interne Links leiten den Nutzer innerhalb einer Website weiter und ziehen deshalb keine rechtlichen Probleme nach sich. Externe Links führen von der eigenen Website zur Website eines Dritten.
- Surface Links und Deep Links bezeichnen zwei verschiedene Kategorien von externen Links: Surface Links verweisen auf die Startseite eines Web-Angebots, also beispielsweise auf http://www.wikipedia.org/, Deep Links auf eine spezielle Seite innerhalb eines Web-Angebots, also beispielsweise auf http://de.wikipedia.org/wiki/Haftung_für_Hyperlinks oder eine andere Datei.
- Hotlinks integrieren externe Inhalte in die eigene Website, ohne dass die externe Herkunft dieser Elemente für den Benutzer ersichtlich wäre; siehe hierzu auch Immersion und Syndication.
- Framing ist ein Spezialfall von Hotlinking und ermöglicht es, mit der Technik der Frames größere Teile eines externen Angebots in definierte Bereiche der eigenen Website einzubinden; auch hier ist die Herkunft der Elemente nicht unmittelbar für den Benutzer ersichtlich.

## Diskurs
In allen rechtlich strittigen Kontexten kreist die Frage der Haftung für Hyperlinks letztlich immer darum, in welchem Maß der Verlinkende sich die Inhalte des Link-Ziels zu eigen macht; dies kann entweder urheberrechtlich unzulässig sein, oder auch eine Strafverfolgung bei Verlinkung auf illegale Inhalte zur Folge haben.
Tim Berners-Lee, der „Erfinder“ des World Wide Web, geht in Analogie zu Fußnoten und Querverweisen in der wissenschaftlichen Literatur davon aus, dass das bloße Vorhandensein eines Hyperlinks keine Rechtsverletzung darstellen könne; der Autor eines Textes mache sich durch Anbringen einer Fußnote oder eines Querverweises nicht automatisch den Inhalt des referenzierten Dokuments zu eigen. Berners-Lee weist darauf hin, dass die Konzepte des Verweises und der Inklusion älter seien als das Papier (vgl.). Das Prinzip des wechselseitigen Verweisens bilde eine der Grundlagen des wissenschaftlichen Arbeitens; wäre dieses Verweisprinzip grundsätzlich illegal, würde dies jegliches wissenschaftliche Arbeiten in unserem heutigen Verständnis unmöglich machen (vgl. Auf den Schultern von Giganten). Berners-Lee differenziert allerdings, dass beispielsweise der den Hyperlink beschreibende Link-Text durchaus bedeutungsvoll sein könne und solle. Daher fordert er zur verantwortungsbewussten Behandlung dieser Link-Texte auf, die dem Leser wichtige Hinweise auf den Inhalt des Zieldokuments geben könnten. Auch aus der Kombination von Linktext, Begleittext um den Hyperlink herum und dem Inhalt des verlinkten Zieles ließen sich Rechtsverletzungen konstruieren.
Diese ganze umfassende Meinung von Berners-Lee teilen die Gerichte im Regelfall nicht, obwohl Teile der Rechtsliteratur sich für das Verweisprinzip eingesetzt hatten.
Der ausführliche Beitrag von Claudio Unterbrink anhand des Falls der geleakten CUII-Liste analysiert darauf aufbauend auf dem Tech-Portal tarnkappe.info umfassend u. a. mit dem Argument, dass es sich bei URLs und Hyperlinks nur um Metadaten handelt. Es wird technisch nachgewiesen, dass es keinen Unterschied mache, ob man eine URL textlich nenne oder ob man die URL mit einem Link (eben der URL) verlinke. Auch eine juristische Prüfung, ob ein Bewusstsein bestanden habe, dass man auf ggf. rechtswidrige oder urheberrechtlich geschützte Inhalte mit einer ULR als Metadatum verweise, sei kritisch zu beurteilen: Denn, man könnte nicht über etwas sprechen, ohne das "Definiendum" (das zu Benennende) zu benennen. Das Autor schlägt daher vor, das hostende Portal zu einem Text oder einer Datei, die Urheberrechte verletze, mit einem Impressum zu versehen, um ggf. Lizenzen für eine Internet-Leihe wie bei Bibliotheken zu erwirken oder das Angebot ganz aus dem Internet durch den Herausgeber zu entfernen. Die juristische Bewertung von technischen Prozessen im Internet und deren darauf basierende Rechtsprechung benötige daher eine aktualisierende Revision und Anpassung an das technisch gewandelte Verständnis von Hyperlinks und URLs als Metadaten im Internet.

## Nationale Rechtsprechung

### Deutschland
Die Mehrheit der Rechtsprechung bejaht dann eine Haftung, wenn man sich den Inhalt der verlinkten Seite zu eigen gemacht hat, beispielsweise durch die Nennung einer Marke.
In Deutschland kann in derartigen Fällen das Anbringen eines Hyperlinks auf einer Website kostenpflichtig abgemahnt werden; dabei werden meist hohe Streitwerte im Bereich von 50.000 bis 250.000 Euro angesetzt, woraus in jedem Fall hohe Anwaltskosten in der Größenordnung von mehreren tausend Euro resultieren. Die Policen von Rechtsschutzversicherungen decken derartige Rechtsstreitigkeiten grundsätzlich nicht ab.
Bekannt für Serienabmahnungen aufgrund des Anbringens von Hyperlinks auf vorgeblich illegale Inhalte wie Kopierprogramme für Audio-CDs ist die Münchner Kanzlei Waldorf, die zwischen 2003 und 2004 mehrere hundert derartige Abmahnungen ausgesprochen hat.

#### Rechtsgrundlagen
In Deutschland sind wichtige Rechtsquellen unter anderem das UrhG, bis zum 1. März 2007 das TDG und der MDStV, danach das TMG, daneben aber auch einige europäische Rechtsakte, darunter am wichtigsten die Richtlinie 2001/29/EG (Urheberrechtsrichtlinie).

#### Urheberrechtliche Zulässigkeit von Hyperlinks
Unter dem Aspekt des Urheberrechts ist fraglich, ob der Verlinkende in die dem Urheber zugesicherten Rechte durch Setzen eines Links eingreift. Dabei werden vor allem drei Formen der Verwertungsrechte unterschieden und in Bezug auf die Zulässigkeit von Links differenziert bewertet.
- In Deutschland geht die herrschende Rechtsmeinung davon aus, dass das Setzen eines Hyperlinks auf ein urheberrechtlich geschütztes Werk dessen Vervielfältigungsrechte nicht beeinträchtigt. In der angloamerikanischen Rechtsprechung gibt es eine solche vorherrschende Auffassung nicht; hier wird häufig noch zwischen Surface- und Deep-Links unterschieden, wobei erstere i. d. R. als zulässig betrachtet werden, während letztere unzulässig sein können.
- Auch das Verbreitungsrecht wird nach herrschender Rechtsauffassung durch einen Hyperlink nicht tangiert, da das Setzen eines Hyperlinks allein noch nicht als Anbieten oder Inverkehrbringen fremder Inhalte aufgefasst werden kann.
- Strittig ist dagegen, ob das Setzen eines Hyperlinks ohne Zustimmung des Rechteinhabers in das Bearbeitungsrecht des Urhebers eingreift. Besonders problematisch ist die Einschätzung bei den speziellen Verlinkungsformen des Inline-Links und des Framings. Mit BGH-Urteil vom 9. Juli 2015 wurde das Einbetten fremder Videos mit dem Urheberrecht in Deutschland vereinbar erklärt.[4]

#### Wettbewerbsrechtliche Zulässigkeit von Hyperlinks
Rechtsgrundlagen für die wettbewerbsrechtliche Einordnung der Zulässigkeit von Hyperlinks sind neben dem UrhG das UWG. Insbesondere folgende fünf Aspekte werden in der juristischen Diskussion als kritisch eingestuft:
- Eine Begründung von wettbewerbsrechtlichen Unterlassungsansprüchen basiert auf der Unterstellung der Irreführung gemäß §§ 1, 3 UWG; argumentiert wird, der Nutzer „gewinne den unrichtigen Eindruck, die fremden Inhalte seien vom Betreiber der verlinkenden Website erstellt oder zumindest mit entsprechender Genehmigung verlinkt worden.“[5] Die rechtliche Bewertung dieses Aspekts ist umstritten.
- Der Vorwurf der unlauteren Leistungsausbeutung setzt argumentativ voraus, dass angenommen wird, bereits das Setzen eines Hyperlinks übernehme fremde Leistungen unmittelbar; diese Annahme widerspricht jedoch der Idee von Hyperlinks ebenso wie der ihnen zugrundeliegenden Idee der Quellennachweise oder Fußnoten. Eine unlautere Leistungsausbeutung kann jedoch vorliegen, wenn der Verlinkende sich einer Herkunftstäuschung schuldig macht.
- Nach Auffassung von Dittrich[5] scheidet ein Verstoß gegen § 1 UWG unter dem Aspekt der Rufausbeutung aus. Diese Auffassung teilt die Rechtsprechung jedoch nicht einheitlich, so widerspricht dieser Interpretation beispielsweise das Landgericht Hamburg[6] in der sogenannten Bundesliga-Manager-Entscheidung (vgl. hierzu [7]).
- Bei dem Vorwurf der Behinderung geht es vor allem um die Annahme einer sogenannten Konkurrentenbehinderung an deren Möglichkeit, Werbebanner in dem von ihnen gewünschten Umfang zu präsentieren; es wird argumentiert, insbesondere die Verlinkungsvariante der Deep-Links schränke die Möglichkeit des Inhalte-Anbieters unzulässig ein, dem Benutzer eine bestimmte Menge von Werbeflächen zu präsentieren. Die rechtliche Einschätzung dieses Aspekts ist strittig, besonders dann, wenn seitens des verlinkenden Mitbewerbers noch eine Werbebehinderung im Sinne des § 1 UWG, beispielsweise durch Störmaßnahmen, hinzukommt.
- Verbotene vergleichende Werbung liegt vor, wenn ein Tatbestand des § 6 Abs. 2 UWG erfüllt ist. In allen anderen Fällen ist vergleichende Werbung nach § 6 Abs. 1 UWG im deutschen Recht generell zulässig.

#### Links auf rechtswidrige oder strafbare Inhalte
Nach Art. 5 GG sind Links auf rechtswidrige oder strafbare Inhalte grundsätzlich im meinungs- oder wissenschaftsrelevanten Kontext geschützt; diese Sonderregelung wird in § 86 Abs. 3, § 86a Abs. 3, § 130 Abs. 6 StGB ausdrücklich bestätigt.
Ein einschlägiges Fallbeispiel aus dem Jahr 1997 ist die Homepage der PDS-Politikerin Angela Marquardt, auf der sich Links auf die Zeitschrift Radikal befanden; Marquardt wurde von der Staatsanwaltschaft wegen willentlicher Verbreitung und Beihilfe illegaler Inhalte angeklagt, vom Amtsgericht Berlin-Tiergarten jedoch freigesprochen, da ihr eine Kenntnis der erst nach der Linksetzung auf dieser Seite veröffentlichte unzulässigen Inhalte nicht nachgewiesen werden konnte (vgl. und ).
Ein weiteres Beispiel ist das Ermittlungsverfahren gegen den Berliner Journalisten Burkhard Schröder, der zu Fragen des Rechtsextremismus recherchierte und auf seiner Website eine umfangreiche Linksammlung dazu bereitstellte. Die Berliner Staatsanwaltschaft ging von einer „generellen Möglichkeit eines strafbaren Verhaltens durch Setzen eines Links“ aus, Schröder habe zudem keine Distanzierung vorgenommen oder erklärende Hinweise gegeben. Das Verfahren wurde Ende 2001 eingestellt.
Stefan Münz, der selbst im Explorer-Fall im Jahr 2000 Abmahnopfer geworden war, sprach angesichts des Abmahnmissbrauchs im Internet von Praktiken, die zu einer allgemeingefährlichen Bedrohung geworden seien.
Während der Bundesgerichtshof (BGH) noch in seinem Schöner-Wetten-Urteil vom 1. April 2004 eine beschränkte Linkhaftung von Presseorganen bejahte, stehen die grundgesetzlich durch Art. 5 GG gesicherte Presse- und Meinungsfreiheit angesichts der verschärften Rechtslage derzeit erneut in Frage.
Das Landgericht München urteilte im März 2005 im Verfahren heise vs. Musikindustrie gegen den Heise-Zeitschriften-Verlag, Betreiber des Online-Dienstes heise.de, dass er den im Rahmen seiner Berichterstattung gesetzten Link auf eine rechtswidrige Software entfernen müsse und keine solchen Links mehr verwenden dürfe. Dass die Software im Bericht namentlich genannt wurde und die Website daher ohnehin mit Hilfe des Namens und einer Suchmaschine auch ohne Link in wenigen Sekunden gefunden werden kann, spielte für das Gericht keine Rolle. Das OLG München bestätigte im Berufungsverfahren die Entscheidung des Landgerichts. Der kritisierte Bericht selbst sei zwar von der Meinungs- und Pressefreiheit gedeckt, nicht aber das Setzen des Links, der lediglich einen „zusätzlichen Service“ darstelle. Der Bundesgerichtshof hob das Urteil jedoch auf und entschied, dass die Setzung eines Links auf die Homepage des Software-Herstellers Slysoft keine Urheberrechtsverletzung darstelle, auch nicht im Sinne einer Mitstörerhaftung. Das Urteil ist rechtskräftig.
Andererseits entschied das Landgericht Karlsruhe in einem Beschluss vom 23. März 2009, dass der Betreiber einer Website sich dadurch strafbar machen könne, dass er einen Link auf eine Webseite mit strafbaren Inhalten setzt:

„Grundsätzlich aber wird der Anbieter einer Homepage bereits durch das Einrichten eines Links aktiv (vgl. BGH [Beschluss vom 27.06.2001, 1 StR 66/01 = BGHSt 47, 55 bis 62, d. Red.], Seite 60). Aufgrund der netzartigen Struktur des WORLD WIDE WEB ist jeder einzelne Link im Sinne der conditio-sine-qua-non-Formel kausal für die Verbreitung krimineller Inhalte, auch wenn diese erst über eine Kette von Links anderer Anbieter erreichbar sind. Einschränkend ist hier aber im Einzelfall stets zu prüfen, ob sich der Anbieter des Links die strafrechtlich relevanten Inhalte in ausreichender Form zu Eigen macht.“

Im Jahr 2015 verurteilte das Amtsgericht Cham einen 53-jährigen Mann, der auf Facebook einen holocaustleugnenden und im Herkunftsland USA straffreien Text verlinkt hatte, wegen Volksverhetzung zu einer Geldstrafe von 750 Euro. Der Angeklagte hatte bestritten, den Holocaust leugnen zu wollen.

#### Haftung für Inhalt des verlinkten Dokuments
Eine herrschende Rechtsmeinung zur Haftung für Hyperlinks existiert bisher in Deutschland nicht; die Positionen reichen von der Abrede jeglicher Verantwortung für die Inhalte verlinkter Dokumente bis hin zu einer vollen Haftung für das externe Dokument und eventueller Veränderungen desselben.
- Wenn ein Hyperlink manuell ausgewählt und in ein Web-Dokument eingetragen wird, ist nach deutschem Recht § 9 Abs. 1 TDG (jetzt § 8 TMG) nicht anwendbar, da der Verlinkende die Information bewusst ausgewählt hat. Diese Argumentation greift jedoch nicht mehr zwangsläufig, sobald die Zusammenstellung und Präsentation der Links durch Algorithmen gesteuert wird; diese Einschränkung betrifft insbesondere Suchmaschinen, könnte aber auch auf Webportalsysteme angewendet werden.
- Stadler[20] rät, „genau zu analysieren, welches konkrete Verhalten den Rechtsverstoß begründen soll“, da sich die Fragen der Haftung im Zusammenhang mit dem Setzen von Hyperlinks „keinesfalls pauschal und schematisch beantworten“ ließen.
- Stadler ist der Ansicht, dass „die rechtswissenschaftliche Diskussion der Linkhaftungsfälle anhand von § 5 TDG a. F. […] an sich hinfällig“ ist (vgl.[20] Abs. 19).

### Österreich
In Österreich ist die Verantwortlichkeit für Hyperlinks im Art. 1 § 17 E-Commerce-Gesetz (ECG) geregelt, indem der Linksetzende für das „Eröffnen des Zugangs zu fremden Informationen“ nicht verantwortlich ist,

„1. sofern er von einer rechtswidrigen Tätigkeit oder Information keine tatsächliche Kenntnis hat und sich in Bezug auf Schadenersatzansprüche auch keiner Tatsachen oder Umstände bewusst ist, aus denen eine rechtswidrige Tätigkeit oder Information offensichtlich wird, oder,
2. sobald er diese Kenntnis oder dieses Bewusstsein erlangt hat, unverzüglich tätig wird, um den elektronischen Verweis zu entfernen.“

Ausgenommen ist, „wenn die Person, von der die Informationen stammen, dem Diensteanbieter untersteht oder von ihm beaufsichtigt wird oder der Diensteanbieter die fremden Informationen als seine eigenen darstellt.“ (Art. 1 § 17 Z. 2)
Das höchste österreichische Gericht, der Oberste Gerichtshof, hat im Fall austropersonal.com II, jobmonitor.com argumentiert, der Verlinkende mache sich den Inhalt des fremden Web-Angebots zu eigen.